# 森伸之
森 伸之（もり のぶゆき、1961年 - ）は、日本のイラストレーター、制服研究者、著作家。東京都出身、國學院大學文学部日本文学科卒業。美学校考現学研究室において、現代芸術家・赤瀬川原平に師事。1985年刊行の『東京女子高制服図鑑』がベストセラーとなり、以後、学校制服のデザインと着こなしの変遷を定点観測的に記録しながら、制服関連の著作を多数刊行。2019年、弥生美術館企画展「ニッポン制服百年史」監修。主な著書に『ミッションスクール図鑑』『私学制服手帖』『平成女子校制服クロニクル』など。公益財団法人日本ユニフォームセンター専門委員、日本一着たい制服をデザインするコンテスト『日本制服デザインアワード』審査員、有限会社図鑑舎代表。

## 経歴
千葉県立柏高等学校を卒業し、1981年（昭和56年）國學院大學文学部日本文学科に入学。1983年（昭和58年）大学在学中に美学校（千代田区）に入学し、ダブルスクールを始めた。美術家であり、作家の赤瀬川原平に師事を受ける。考現学研究室の授業を受けることで、高校2年の頃から取り組んでいた、女子高生の制服のイラストを描くことを本格化させた。
1985年（昭和60年）大学5年生のとき弓立社から『東京女子高制服図鑑』を出版。5年以上の歳月をかけ、150校ほどの私立高の女子生徒の制服のイラストを描きためた。嫌らしさを感じさせることは避けたく、淡白で、かわいらしく、健康的に妙な色気が感じないようなタッチで描いた。この類の本が少なかったこともありベストセラーとなる。初年度で8万部を超え、増刷を繰り返した。
一躍、森の名前は世間に知られるようになり、仕事が次々と舞い込む。制服について文章を書いたり、イラストを描くものが多かった。その後、様々なメディアでコラム連載が始まる。制服のメーカーなどからの講演や、テレビ番組への出演依頼も続く。
1988年（昭和63年）7年かけて大学を卒業。卒論のテーマは「制服」についてだった。
1994年（平成6年）『東京女子高制服図鑑』シリーズが終了。同年『週刊ポスト』（小学館）でイラストコラム「路上人物図鑑」の連載開始。その後「街のツボ」と名前を変え、2021年まで27年間にわたり約1000枚のイラストを描いた。
2003年（平成15年）中学受験の月刊専門誌『進学レーダー』（みくに出版）で「私学手帖」を連載開始。首都圏の私立中学校の教師や生徒、校舎、校庭などをイラストや文章で紹介。その後「私学遺産」を連載開始と名前を変え、2017年連載終了。
2013年（平成25年）『週刊ポスト』（小学館）で都内の古い建物やその周辺をイラストや文章を交え、紹介していく「ふらっと歴史建物探訪」の連載開始。2025年6月に連載500回を超え、現在も進行中。
2018年（平成30年）富士山ご当地アイドル「3776」のCD、アナログレコードのジャケットイラストを手がけ話題になった。
2019年（令和元年）弥生美術館企画展「ニッポン制服百年史」監修。
2021年（令和3年）"今、日本一着たい制服をデザインするコンテスト"『日本制服デザインアワード』の第3回目大会から審査員として参加（ 〜現在）。
2025年（令和7年）弥生美術館企画展「ニッポン制服クロニクル」監修。

## 人物
- 父親は中学で英語の教師をしていた[1]。
- 学校制服関係の仕事を長くしているが、最近は近代建築やアイドルに関する絵と文章の仕事なども進行[1]。
- 趣味は富士・富士宮の水路巡り。富士山ご当地アイドル3776を応援している[4]。

## 制作逸話
- 下校時に、都内の女子高の正門付近や最寄り駅に出向く。制服やかばん、髪形、着こなし、雰囲気などをメモした。文庫本を読むふりをしてページの片隅に気がつくことを書き込んだ。カメラで撮影すると不審者に思われるのでメモにとめて、それらをもとに制服を着た女子高生の姿をイラストとして描いた[1]。
- 最も強い衝撃を受けたのが東京女学館（渋谷区）だった。当時の女子高生は丈の長いスカートをはくのが一般的だった。女学館の制服は、冬なのに白色のセーラ服で膝までぐらいの丈が短いスカート。そして白のハイソックス。これが東京だ！と感銘を受けて「都内のすべての女子高の制服を知りたい、絵にしたい」と衝動に駆られた[1]。

## 著書
※ 国立国会図書館「森伸之」調べにて
- 『東京女子高制服図鑑』（弓立社、1985年7月27日）　ISBN 978-4896670028
- 『「制服図鑑」通信 vol.1』（弓立社、1986年6月1日）　ISBN 978-4896670035
- 『東京女子高制服図鑑 昭和62年度版』（弓立社、1986年12月20日）　ISBN 9784896670028
- 『「制服図鑑」通信 vol.2』（弓立社、1987年6月1日）　ISBN 978-4896670059
- 『日本全国たのしい制服教室』（弓立社、1988年3月1日）　ISBN 978-4896670066
- 『東京女子高制服図鑑 昭和63-64年度版』（弓立社、1988年6月1日）　ISBN 978-4896670073
- 『「制服図鑑」通信 vol.3』（弓立社、1988年10月1日）　ISBN 978-4896670080
- 『東京女子高制服図鑑 1989～1990年度版』（弓立社、1989年10月1日）　ISBN 978-4896670097
- 『東京女子高制服図鑑 1991年度版』（弓立社、1991年2月1日）　ISBN 978-4896671605
- 『東京女子高制服図鑑 1992年度版』（弓立社、1991年12月1日）　ISBN 978-4896672602
- 『東京女子高制服図鑑 1993年度版』（弓立社、1992年12月25日）　ISBN 978-4896672664
- 『ミッションスクール図鑑』（扶桑社、1993年9月1日）　ISBN 978-4594012113
- 『東京女子高制服図鑑 1994年度版』（弓立社、1993年12月1日）　ISBN 978-4896673654
- 『森伸之の原色制服図鑑』（森田塾出版、1994年1月1日）　ISBN 978-4895030144
- 『アンナミラーズで制服を』(双葉社、1994年7月1日）　ISBN 978-4575283389
- 『東京路上人物図鑑』（小学館、1996年10月1日）　ISBN 978-4093792615
- 『制服通りの午後』（東京書籍、1996年11月1日）　ISBN 978-4487754861
- 『OL制服図鑑』（読売新聞社、1998年7月1日）　ISBN 978-4643980394
- 『女子高制服図鑑 : 首都圏版(神奈川・千葉・埼玉)』（弓立社、2000年4月1日）　ISBN 978-4896670004
- 『私学制服手帖 エレガント篇』（みくに出版、2006年10月1日）　ISBN 978-4840302920
- 『女子校制服手帖』（河出書房新社、2018年6月20日）　ISBN 978-4309256030
- 『平成女子校制服クロニクル』（河出書房新社、2019年4月25日）　ISBN 978-4309256313

### 監修
- 『ニッポン制服百年史 : 女学生服がポップカルチャーになった!』（内田静枝 編著、河出書房新社、2019年3月26日）　ISBN 978-4309750361
- 『イラストでたどる女子高生制服100年図鑑』（めばち イラスト、小学館、2025年3月21日）　ISBN 978-4093115858
- 『ニッポン制服クロニクル』（内田静枝 編著、河出書房新社、2025年6月26日）　ISBN 978-4309750606

### デジタル出版・同人誌
- 『ミッションスクール図鑑』（ビクター音楽産業、1990年9月28日）※PCエンジンソフト『ウルトラボックス２号』内に収録
- 『東京女子高制服図鑑』CD-ROM／Win版、Mac版（ピーズサイテック、1995年4月）
- 『ミッションスクール図鑑』CD-ROM for Macintosh（バンダイビジュアル、1995年4月）
- 『'96年版ミッションスクール図鑑Ｒ』CD-ROM／Pippin Macintosh、Mac＆Win（バンダイビジュアル、1996年7月26日）
- 『東京女子高制服図鑑』iモード、EZweb、Yahoo!ケータイ（デジほん、2009年9月 - 2010年9月）
- 『復刻 女子高制服図鑑 首都圏版』iOS（エヌフォー、2010年12月30日・現在はサービス終了）
- 『ミッションスクール制服図鑑』iOS（ケイビーエムジェイ、2012年3月21日）
- 『ミッションスクール図鑑』同人誌版（図鑑舎、1989年12月24日）
- 『ミッションスクール図鑑Jr.』（図鑑舎、1990年8月19日）
- 『ミッションスクール図鑑　98版』（図鑑舎、1991年8月）
- 『埼玉女子高制服図鑑』（皇初子と図鑑舎、1991年12月30日）※表紙／裏表紙イラスト
- 『埼玉女子高制服図鑑Jr.』（皇初子と図鑑舎、1992年8月16日）※表紙／裏表紙イラスト

## イラスト／挿絵
※ 国立国会図書館「森伸之」調べにて

### 書籍
- 『婦警さんはスーパーギャル』 (吉岡平 作、白泉社、1991年7月1日）- イラスト　ISBN 978-4592860020
- 『婦警さんはスーパーギャル2』 (吉岡平 作、白泉社、1992年1月1日）- イラスト　ISBN 978-4592860181
- 『婦警さんはスーパーギャル3』 (吉岡平 作、白泉社、1993年2月1日）- イラスト　ISBN 978-4592860587
- 『初恋ストリート』（藤村かおり 作、金の星社、1997年7月）- イラスト　ISBN 978-4-323-02524-7
- 『明日へアクセス』（藤村かおり 作、金の星社、2003年12月1日）- イラスト　ISBN 978-4323063188
- 『着ればわかる!』 (酒井順子・著、文藝春秋、2013年6月7日）- 挿絵とカバーイラスト　ISBN 978-4167228118

- 『おもしろ下着学日本一』（中野広・著、ベストセラーズ 、1985年12月5日）- 本編挿絵　ISBN 978-4584006030
- 『プチアップルパイ　美少女まんがベスト集成18』（沢田翔ほか、徳間書店、1987年3月10日）- 裏表紙・中表紙イラスト
- 『少女たちの放課後』（那須ゆかり・著、宝島社 (1990年7月1日）- 表紙イラスト　ISBN 978-4880639635
- 『日経専門学校ガイド’92』（日経事業出版社、1991年6月28日）- 表紙イラスト
- 『シブヤ系対カマタ系』（馬場広信・著、ぶんか社、1997年12月18日）- カバーイラスト　ISBN 978-4821105731
- 『完全ヒモマニュアル』（鍵英之・著、ベストブック、1998年8月25日 ）- カバーイラスト　ISBN 978-4831492951
- 『痛快!頭を良くする脳科学』（澤口俊之・著、集英社インターナショナル、2002年9月30日）- カバーイラスト　ISBN 978-4797670431
- 『チマ・チョゴリ制服の民俗誌』（韓東賢・著、双風舎、2006年6月1日）- カバーイラスト　ISBN 978-4902465082
- 『完全男子抹殺ゲーム』（佐藤シエラ 作、幻冬舎、2011年10月15日））- カバーイラスト　ISBN 978-4344417465
- 『完全女子抹殺ゲーム』（佐藤シエラ 作、幻冬舎、2011年10月15日））- カバーイラスト　ISBN 978-4344417472
- 『処女の道程』 (酒井順子・著、新潮文庫、2023年8月29日）- カバーイラスト　ISBN 978-4101351247

### CD・レコードジャケット
- おニャン子クラブ・他『裸足のアイドルたち』（PONY INC.）- カセットテープ・ジャケットイラスト
- 『お父さんのための花札』CD-ROM for Windows（アンバランス）- パッケージイラスト
- 井出ちよの『打ち上げナイトスカイ』（なりすレコード）- ジャケットイラスト
- チュウソツシスターズ『チュウソツシスターズ2018』（コーサツレコーズ）- ジャケットイラスト
- 3776『3776カレンダー』（なりすレコード）- ジャケットイラスト
- 3776『在京完結型及び全ての在宅に捧げるバラード E.P.』（なりすレコード）- ジャケットイラスト

## 出演
※ 国立国会図書館「森伸之」調べにて

### 書籍
- 『弓立社という出版思想 (出版人に聞く ; 19)』（宮下和夫・著、論創社、2015年11月）

- 『セーラー服BOX’86』（白夜書房、1986年3月）- 解説
- 『路上観察学入門』（赤瀬川原平・著、筑摩書房、1986年5月）- 女子高生制服ウォッチング
- 『全東京街道－東京はこう歩くと美味しい』（CANDID・編、光文社、1986年6月）- サンシャイン通り(60階通り)と”集中”リセ・ウォッチング
- 『東京ファッション・ビート』（佐山一郎・著、新潮社、1987年6月）- 「東京女子高制服図鑑」は集合的無意識を揺り動かす
- 『別冊宝島 女がわからない』（宝島社、1990年2月）- 那須ゆかり執筆の章 イラスト
- 『病院へ行こう 入院マニュアル』（フジテレビ・編、扶桑社、1990年3月）- 看護婦制服図鑑
- 『地球防衛少女イコちゃんパーフェクトブック』（河崎実・著、KADOKAWA、1990年7月）- イコちゃん制服図鑑
- 『美少女仮面ポワトリン Aulieude』（バンダイ、1991年2月）- 森伸之の制服図鑑
- 『愛知県女子高校生制服図鑑』（早瀬主訓、マック出版、1992年12月）- 発刊によせて
- 『女子高生をどうぞ』（園田俊明・著、ぶんか社、1994年3月）- 東京女子高生の制服着こなし術
- 『東京路線バスの旅』（トラベルジャーナル、1994年5月）- バスで知る、船で知る、東京「川」物語
- 『寄生虫館物語』（亀谷了・著、文春ネスコ、1994年7月）- 第1章内イラスト
- 『女子プロレス主義！』（二見書房、1994年7月）- 巻頭特集「コスチュームを考える」
- 『知の探偵術』（武田徹・著、パルコ、1994年10月）- 女子高制服ウォッチング
- 『大熱中、女子プロレス。』（二見書房、1995年6月）- 女子レスラー進化論
- 『東京路線バスの旅パート2』（トラベルジャーナル、1995年7月）- 足立区縦断富士塚めぐり
- 『ぱそこんのみつえちゃん』（青木光恵、アスキー、1995年11月）- 「制服」対談
- 『制服王 アイドル映像ウオッチング』（竹中清、英知出版、1996年8月）- recomendation
- 『官能フェチ読本』（宝島社、1998年6月）- 「東京女子高制服図鑑」はこうして生まれた
- 『ぢょしえっち』（永江朗,岡山らくだ・著、ワイレア出版、2003年7月）- 女子高生イラストの専門家
- 『雑学図鑑 知って驚く!!街中のギモン110』（日刊ゲンダイ・編、講談社、2006年3月）- セーラー服が減っている理由
- 『コクピットイズム 4』（イカロス出版、2007年6月）- 鉄道乗務員制服図鑑
- 『TH no.43 秘密のスクールデイズ』（アトリエサード・編、書苑新社、2010年7月）- 森伸之インタビュー
- 『マルベル堂制服アイドル白書』（徳間書店、2011年10月）- 特別寄稿
- 『セーラー服コンプレックス』（三原宏元・編、ワイズ出版、2012年4月）- セーラー服 その図像学的イメージ
- 『TOmagazine 品川特集号』（東京ピストル・編、双葉社、2014年9月）- 品川制服今昔
- 『ももクロニクル2012-2013』（早川書房、2014年11月）- 森伸之INTERVIEW
- 『NHKニッポン戦後サブカルチャー史深掘り進化論』（NHK出版、2017年4月）- ニッポン女子高生史
- 『セーラー服と女学生』（内田静枝 編著、河出書房新社、2018年3月）- Part5 制服観察40年！ 森さんにきく
- 『大正ガールズコレクション』（石川桂子 編著、河出書房新社、2022年2月）- 森伸之が描く大正の女学生・令嬢・モダンガール

### 雑誌連載
※ 「学校制服関連以外」の企画のみ表記。「学校制服に関する連載」の詳細は、下記外部リンクのアーカイブを参照。
- 『森伸之の婦人警察官制服図鑑』（『ラジオライフ』（三才ブックス）1987年12月 - 1995年12月、全97回）
- 『森伸之のマーチング・ユニフォーム図鑑』（『マーチングワールド』（毎日コミュニケーションズ）1990年10月 - 1991年9月、全12回）
- 『首から上のパラダイス』（『ダイヤモンド・ボックス』（ダイヤモンド社）1991年1月 - 1992年4月、全16回）
- 『リットン制服調査団』（『The SUGAR』（考友社出版 → サン出版）1992年1月 - 1994年10月、全34回）→ 『アンナミラーズで制服を』として単行本化
- 『この小学生を見よ！ → 街中ファッション観察 → 森伸之のコーディネート図鑑』（『小学六年生』（小学館）1992年4月 - 1995年1月、全32回）一部『小学五年生』にも併録。
- 『路上人物図鑑 → 路上人･物図鑑 → 電脳通りの午後 → 街のツボ！』（『週刊ポスト』（小学館）1994年2月 - 2021年10月、全994回）→ 連載初期部のみ『東京路上人物図鑑』として単行本化
- 『森伸之の働く女性制服FILE』（『Beppin School』（英知出版）1999年10月 - 2000年6月、全9回）
- 『森伸之の制服が好きなんだもん』（『Uniform Walker』（KADOKAWA）1999年 - 2002年、全4回）
- 『森伸之のユニフォーム散歩』（『ユニフォームプラス』（ダイセン株式会社）2008年8月 - 2009年7月、全12回）
- 『ふらっと「歴史建物」探訪』（『週刊ポスト』（小学館）2013年5月 - 継続中）

### 雑誌掲載
- 『毎日グラフ独特別冊 活人』（毎日新聞社）- 東京女子高制服図鑑　首都近郊篇
- 『月刊ベアーズクラブ』（集英社）- ボクたちのハンバーガー百科 FF制服図鑑
- 『週刊ヤングジャンプ』- 特集 ハイスクールユニフォームコレクション、イラストテレホンカード
- 『週刊文春』（文藝春秋）- 武田徹「なぜなに服装講座」連載イラスト
- 『SPA!』（扶桑社）- ガソリンスタンドのギャル制服図鑑
- 『ギャルズパラダイス』（三栄書房）- 東京モーターショー コンパニオン制服図鑑
- 『MAMOR』（扶桑社）- 女性自衛官制服コレクション
- 『MdN』（エムディエヌコーポレーション）- 日本の制服造形史

- 『東京人』（都市出版）
- 『創』（創出版）
- 『第三文明』（第三文明社）
- 『週刊ポスト』（小学館）
- 『歴史読本』（KADOKAWA）
- 『リクルートキャリアガイダンス』（リクルート）
- 『週刊宝石』（光文社）
- 『小学五年生』（小学館）
- 『週刊現代』（講談社）
- 『朝日ジャーナル』（朝日新聞社）
- 『小説club』（桃園書房）

- 『週刊プレイボーイ』『Duet』『月刊PLAYBOY』『週刊明星』『Myojo』（集英社）
- 『投稿写真』『シネマロード増刊 女子高生バトン子倶楽部』『投稿写真増刊 あぶないマガジン』『投稿写真増刊 マガジンマガジン』『美少女CLUB』『Don't!』（考友社→サン出版）
- 『ギャルズ通信増刊 POP・UP』（日本出版社）
- 『ポップティーン』（飛鳥新社、富士見書房）
- 『キングコング』（白夜書房）
- 『鳩よ！』『平凡パンチ』『ダカーポ』『自由時間』（マガジンハウス）
- 『ズームイン増刊 福娘』『Cream』（ミリオン出版）
- 『TelePAL』『DIME』『高校教育展望』『GORO』『ポプコム』『Chu's net』『ビックコミックオリジナル』（小学館）
- 『STUDIO VOICE』（流行通信 → INFAS）
- 『GENT増刊 カメラクラブ』（笠倉出版社）
- 『QA』（平凡社）
- 『週刊朝日』『Asahiパソコン』（朝日新聞社）
- 『Number』『マルコポーロ』『TITLE』（文藝春秋）
- 『映画ランド増刊 ギャルズアニメ』（近代映画社）
- 『COMIC BOX』（ふゅーじょんぷろだくと）
- 『Nan?Da』（コナミ出版）
- 『センス・オブ・サクセス　首都圏版』（大学通信）
- 『進学ガイド』（東京ニュース通信社）
- 『DELUXEプロレス』（ベースボール・マガジン社）
- 『PENTHOUSE』『DAYS JAPAN』（講談社）
- 『歴史読本増刊 超人ヒトラーとナチスの謎』（新人物往来社）
- 『とおりゃんせ』（大阪毎日新聞）
- 『銀座百点』（銀座百店会）
- 『03』（新潮社）
- 『アクションカメラ』（ワニマガジン社）
- 『THE21』（PHP研究所）
- 『別冊花とゆめ』『小説花丸』（白泉社）
- 『スコラ』（スコラ）
- 『月刊 宝島30』（宝島社）
- 『ファミコン通信』『週刊アスキー』（アスキー）
- 『ACROSS』（PARCO）
- 『FLASH』『女性自身』（光文社）
- 『マガジンWOoooo!』（マガジン・マガジン）
- 『ザ・ベスト特別編集 THE SPARK GIRLS』『ザ・ベスト増刊 ZENKAIエンタメ！』（ベストセラーズ）
- 『季刊 子ども学』（ベネッセコーポレーション）
- 『COMIC CUE』（イースト・プレス）
- 『adult contemporary magazine EX』（ビデオ出版）
- 『TPIS』（学生援護会）
- 『サターンV』（ソニー・マガジンズ）
- 『日経エンタティンメント！』（日経BP社）
- 『Esquire』（エスクァイアマガジンジャパン）
- 『MasterPiece』（東京コミュニケーションアート専門学校）
- 『隔週刊 みこすり半劇場』（ぶんか社）
- 『月刊ニュータイプ』『ザ・スニーカー』（角川書店）
- 『週刊東洋経済』（東洋経済新報社）
- 『L25』（リクルート）
- 『ベストカー』（三推社、講談社）
- 『うぶモード』（コアマガジン）
- 『サンデー毎日』（毎日新聞出版）
- 『フリースタイル』（フリースタイル）
- 『別冊カドカワ』（KADOKAWA）
- 『EX大衆』（双葉社）
- 『N-cube』（日能研関西）

### イベント他
- NHK『YOU』 - No.164「春夏秋冬　制服花ざかり」ゲスト
- 『東京学芸大学』 - 小金井祭「路上観察学」講演会
- OVA『夢からさめない』 - 制服デザイン
- 『ミス・ハイスクールユニフォームコレクション』 - 1989年コンテスト審査員
- とり・みき『てりぶる少年団』 - 制服デザイン
- 『テイコク株式会社』 - トンボ学生服　イメージポスター、ハガキ、店頭ディスプレイ用横断幕
- 『ジャパン女子プロレス』 - キューティー鈴木Tシャツイラスト
- 『集英社Myojo』 - 酒井美紀「永遠に好きと言えない」ステージ衣装デザイン
- 『横浜高島屋』- 1999年学校制服展示会トークショー「こんな学校行きたい こんな制服着たい」
- 『ヨーデル』 - マスコットフィギュア「女子高制服図鑑・首都圏版」発売
- 『自転車産業振興協会』-「自転車選びは安全が大切！」ポスター
- 『東京財団』 - シンポジウム「くらしき発・世界に際立つ日本の学生服おしゃれ文化」イラスト
- 日本テレビ『新型学問 はまる！ツボ学』 - 「女子高生制服学」ゲスト
- 『三菱ふそう』  - 「2012年みらいスケッチコンクール」審査委員長
- 『千葉情報経理専門学校』 - ポスターイラスト
- 学校制服トークショウ『学校制服超会議』 - パネリスト
- 『森伸之・武井裕之2人展』（神保町画廊） - 主催
- フジテレビ『さまぁ～ずの神ギ問』- 「ちょっと変わった制服って全国にどれくらいあるの？」ゲスト
- 『梅光学院中学校・高等学校』- 2017年度『梅光学院制服写真集』へ寄稿
- 『浅草マルベル堂』 - トークショー「プロマイドと女子高制服」ゲスト
- Abema news『平成から令和へ 25時間テレビ』 - 「令和の制服」イラスト作成
- 『日本制服デザインアワード』 - 審査員[6]
- 『神田女学園中学校高等学校』 - 2021年〜 学校案内パンフレット裏表紙に制服紹介イラスト
- 『瀧本株式会社』 - スクールタイガー学生服　コラボレーションによるオリジナルの制服デザイン、制服展示会で完成品の展示